# Bát Bộ
Bát Bộ (八步区) là một khu (quận) thuộc địa cấp thị Hà Châu, khu tự trị Quảng Tây, Trung Quốc.

## Quản lý hành chính

### Nhai đạo
- Bát Bộ (八步)
- Thành Đông (城东)
- Giang Nam (江南)

### Trấn
- Hạ Nhai (贺街)
- Bộ Đầu (步头)
- Liên Đường (莲塘)
- Đại Ninh (大宁)
- Nam Hương (南乡)
- Quế Lĩnh (桂岭)
- Khai Sơn (开山)
- Lý Tùng (里松)
- Tín Đô (信都)
- Linh Phong (灵峰)
- Nhân Nghĩa (仁义)
- Phố Môn (铺门)

### Hương
- Hương dân tộc Dao Hoàng Động (黄洞瑶族乡)